# 一ノ瀬俊明
一ノ瀬 俊明（いちのせ としあき、1963年6月15日 - ）は、日本の地理学者、土木工学者、国立環境研究所社会システム領域上級主幹研究員。ヒートアイランド現象など、都市環境における気候の解析を中心に、様々な研究を行なっている。
中国語圏で活動する際には、頼 俊明 (Lai Junming) という名義を用いることが多い。

## 経歴
長野県出身。長野県諏訪清陵高等学校を経て、1987年に東京大学理学部地学科地理学専修を卒業。1989年に東京大学大学院工学系研究科修士課程（都市工学専攻）を修了し農林水産省林野庁に入ったが、翌1990年には東京大学助手となった。1996年に「細密地理情報にもとづく都市のエネルギー消費と都市熱環境の解析」で博士（工学）の学位を取得し、国立環境研究所地球環境研究センター主任研究員に転じた。同年には土木学会の論文奨励賞を受賞した。
1998年から1999年にかけて、ドイツのフライブルク大学に気象学科客員研究員として留学した。
その後、2001年から上海市の華東師範大学地理学系顧問教授、2004年から2008年にかけて千葉大学大学院客員准教授、2008年から連携大学院である名古屋大学大学院環境学研究科客員教授を兼ねるようになった。この間、2006年には、国立環境研究所内の再編により、社会環境システム研究領域主幹研究員となった。
学生時代から、長く地理情報システム (GIS) を用いた都市の熱環境システムを研究し，「この分野における先駆け的研究者」と評される業績を残したとして、2016年には「都市における熱環境の解析と改善策に関する研究」の功績に対して、環境科学会学術賞を贈られた。
2018年6月7日、科学教育への功績によりつくば市から「つくば科学教育マイスター」に認定された。
2020年12月、川崎市環境影響評価審議会委員に就任した。
2021年3月、公益社団法人環境科学会理事に就任した。

## 著書
- Hirano, Y., T. Ichinose (2025) Energy conservation effects on air conditioning due to urban heat island countermeasures: A simulation at a city-block scale. In Droege P. Eds.: Urban Energy Transition: Rise of Regeneration - Cities and Regions for a Stable Climate. Elsevier (Forthcoming)
- 一ノ瀬俊明（2024）：今日の地球温暖化と適応計画.  日本建築学会(編)：「建築・都市づくりのためのクリマアトラス－温暖化時代のクールシティづくり」（掲載決定）
- 森口祐一，一ノ瀬俊明監修（2023）：江東区環境検定公式参考書，p44+[11]
- 森口祐一，一ノ瀬俊明監修（2023）：対策問題集～問題編～，p24+[11]
- 森口祐一，一ノ瀬俊明監修（2023）：対策問題集～解答・解説編～，p40+[11]
- 一ノ瀬俊明（2023）：ヒートアイランドと対策．(pp. 508-509)  日本地理学会(編)：地理学事典，丸善出版，pp. 818+
- 一ノ瀬俊明（2023）：海外の地理学関連機関．(pp. 718-721)  日本地理学会(編)：地理学事典，丸善出版，pp. 818+
- 一ノ瀬俊明 (編) (2023)：第IV部 地理学の応用と現代的課題 8 関係組織と啓発活動．(pp. 714-739)  日本地理学会(編)：地理学事典，丸善出版，pp. 818+
- 森島済，一ノ瀬俊明 (編) (2023)：第IV部 地理学の応用と現代的課題 1 地理学のフロンティアと環境システム．(pp. 470-517)  日本地理学会(編)：地理学事典，丸善出版，pp. 818+
- Akbari, H., Ichinose, T. (Eds.) (2022-2023)： Special Issue "Microclimate Variations and Urban Heat Island".  Climate, 10/11 [12]
- Lopes, A.S., Ichinose, T. (Eds.) (2021-2022)： Special Issue "Recent Advances in Urban Climatology: New Challenges, Methods, and Applications".  Atmosphere, 12/13 [13]
- 一ノ瀬俊明（2021）：中国のゴミ問題．(pp. 136-137)  漆原和子ほか (編)：図説 世界の地域問題 100，ナカニシヤ出版，pp. 224+
- 一ノ瀬俊明（2021）：国境を越える大気汚染. (pp. 134-135)  漆原和子ほか (編)：図説 世界の地域問題 100，ナカニシヤ出版，pp. 224+
- 一ノ瀬俊明（2020）：日本の領域の特色をとらえよう（16-17），日本の領域をめぐる問題をとらえよう（18-19），世界のさまざまな気候（26-27），アジアの自然環境と人々のかかわり（46-47），人口増加と産業の変化による経済発展～南アジア～（52-53），豊富な資源を生かした経済発展～西アジア・中央アジア～（54-55），日本とアジアの国々とのかかわり（56），ヨーロッパの自然環境と人々のかかわり（60-61），統合による社会の変化と課題（66-67），地形からみた日本の地域的特色と地域区分（140-141），気候からみた日本の地域的特色と地域区分（142-143），資源・エネルギーからみた日本の地域的特色と地域区分（154-155).  中学社会地理的分野. 日本文教出版，pp. 298+

- 一ノ瀬俊明（頼俊明）（2019）：「頼子百万里走単騎　日本人地理学者の見た『中国人の知らないディープな中国』」，パブフル（Amazon, ASIN B07RN7PB38)[14]
- Ichinose, T.  Eds. (2019)： Special Issue "Urban Climate: Strategic Planning".  Climate, 7 [15]
- 一ノ瀬俊明（2019）：地域戦略における環境共生の視点. (pp. 255-264)  信州大学(編)：明日の地域をみつける　－信州大学 地域戦略プロフェッショナル・ゼミ ４年間の軌跡. 第一企画，pp. 402+
- Ichinose, T. (2018)： Fusion study of geography and environmental engineering. (pp. 169-185)  Rocha, J. (Eds.): Spatial Analysis, Modelling and Planning. IntechOpen (DOI:10.5772/intechopen.78574)
- 一ノ瀬俊明（2016）：第７章　都市の発展と地下温度上昇. (pp. 99-109)  山下亜紀郎(編著)：土地利用でみるアジアの都市化と自然環境. 筑波大学出版会，pp. 162+
- 一ノ瀬俊明（2015）(pp.)：ヨーロッパ州の自然環境（46-47），持続可能な社会をめざすヨーロッパ州の人々（54-55），環境に優しい発電をめざして（55），地図のデジタル化とGIS（126），世界の地形（132-133），日本の地形（134-135），日本のまわりの海（135），世界の気候（136-137），日本の気候（138-139），ヒートアイランド現象とゲリラ豪雨（143），世界と日本の資源・エネルギー（154-155），原子力発電所の事故と再生可能エネルギー（156-157).  中学社会地理的分野. 日本文教出版，pp. 292+

- 一ノ瀬俊明（2014）：中国の都市における環境資源としての気候. SciencePortal China，97，科学技術振興機構 (http://www.spc.jst.go.jp/hottopics/1411/r1411_ichinose.html)
- Yoshida, Y., T. Ichinose (2014)： Energy reduction using natural ventilation in city planning. (pp. 293-307)  Lehmann, S. (Eds.): Low Carbon Cities - Transforming Urban Systems. Earthscan, pp. 446+
- 一ノ瀬俊明（2013）：ヒートアイランド. (pp. 582-583)  人文地理学会(編)：人文地理学辞典. 丸善出版株式会社，pp. 800+
- Grubler, A., X. Bai, T. Buettner, S. Dhakal, D.J. Fisk, T. Ichinose, J. Keirstead, G. Sammer, D. Satterthwaite, N.B. Schulz, N. Shah, J. Steinberger, H. Weisz (2012)： Urban energy systems. (pp. 1307-1400)  The global energy assessment. Cambridge University Press, pp. 1865+
- Schulz, N.B., A. Grubler, T. Ichinose (2012)： Energy demand and air pollution densities, including heat island effects. (pp. 95-107)  Grubler, A., D. Fisk (Eds.): Energizing Sustainable Cities. Earthscan from Routledge, pp. 240+
- Blake, R., A. Grimm, T. Ichinose, R. Horton, S. Gaffin, J. Shu, D. Bader, C. DeWayne (2012)： Urban climate: Processes, trends, and projections. (pp. 43-81)  Rosenzweig, C., W.D. Solecki, S.A. Hammer, S. Mehrotra (Eds.): Climate Change and Cities: First Assessment Report of the Urban Climate Change Research Network. Cambridge University Press, pp. 286+
- 一ノ瀬俊明, 朴春子, 片岡久美（2011）：第４章　ソウルの水環境　4.1　歴史的発展と地理的特徴. (pp. 73-80)  谷口真人, 吉越昭久, 金子慎治(編著)：アジアの都市と水環境. 古今書院，pp. 253+
- 一ノ瀬俊明, Muhammad Haikal（2011）：第７章　ジャカルタの水環境　7.1　地理的特徴と発展過程. (pp. 179-184)  谷口真人, 吉越昭久, 金子慎治(編著)：アジアの都市と水環境. 古今書院，pp. 253+
- 一ノ瀬俊明（2011）：第４章　都市の移り変わり　4-3-4　ソウル・水辺景観. (pp. 132-132)  谷口真人, 谷口智雅, 豊田知世(編著)：アジア巨大都市　～都市景観と水・地下環境～. 新泉社，pp. 181+
- Roth, M., R. Emmanuel, T. Ichinose, J. Salmond (Eds.) (2011)： ICUC-7 Urban Climate Special Issue. International Journal of Climatology, 31(2)
- Ichinose, T. (2010)： Urban heat islands. (pp. 264-269)  Japan Environmental Council (Eds.): The State of the Environment in Asia 2006/2007. Springer, pp. 352+
- 一ノ瀬俊明（2008）：都市気候. (pp. 697-704)  日本気象予報士会(編)：気象予報士ハンドブック. オーム社, pp. 896+
- Ichinose, T., K. Otsubo, I. Harada, M. Ee (2008)： Estimation of groundwater resource demand in the Yellow River Basin, China. (pp. 477-482)  Taniguchi, M. et al. (Eds.): From Headwaters to the Ocean: Hydrological Change and Watershed Management. Taylor & Francis, pp. 696+
- Ichinose, T., F. Matsumoto, K. Kataoka (2008)： Counteracting Urban Heat Islands in Japan. (pp. 365-380)  Droege P. (Eds.): Urban Energy Transition -From Fossil Fuels to Renewable Power-. Elsevier, pp. 655+
- 一ノ瀬俊明（2008）：中国の都市をめぐる人と自然の和諧.(pp. 230-249)  榧根勇(編)：中国の環境問題.日本評論社，pp. 368+
- 一ノ瀬俊明（2007）：海外での取り組み事例. (pp. 168-173)  ヒートアイランドと建築・都市～対策のビジョンと課題. 日本建築学会, pp. 220+
- 一ノ瀬俊明（2007）：「千里走単騎」中国単身現地考察活動. (pp. 203-216)  竹内邦良, 福嶌義宏(編)：メコンと黄河～研究者の熱い思い～. 学報社, pp. 267+
- 一ノ瀬俊明（2006）：4.3.2　大気環境. (pp. 65-89)  有馬朗人監修：これからの大学等研究施設　第３編「環境科学編」. 文教施設協会・科学新聞社，pp. 337+
- 一ノ瀬俊明（2006）：都市部におけるヒートアイランド. (pp. 280-283)  日本環境会議／「アジア環境白書」編集委員会(編)：アジア環境白書2006/07. 東洋経済新報社，pp. 333+
- Ichinose, T. (2005) ：Recent counteractions for urban heat island in regional autonomies in Japan. (pp. 161-167)  Feng, H. et al. (Eds.): Urban Dimensions of Environmental Change: Science, Exposures, Policies and Technologies. Science Press, pp. 324+
- Shu, J., T. Ichinose, X. Yang, T. Jiang, C. Zhang (2005)： Monitoring and numerical simulation of urban heat island in Shanghai, China.(pp. 67-78)  Feng, H. et al. (Eds.): Urban Dimensions of Environmental Change: Science, Exposures, Policies and Technologies. Science Press, pp. 324+
- Ichinose, T., I. Yasui (2004)： Future scenarios: Predicting our environmental future. (pp. 28+)  Himiyama, Y. (Eds.): Area Studies - Regional Sustainable Development: Japan. (pp. 550+)  Kiel, L.D. (Eds.): Encyclopedia of Life Support Systems (EOLSS). Developed under the Auspices of the UNESCO, Eolss Publishers[16]
- 森山正和ほか（2004）：都市及び地域気候・大気汚染マップ作成ガイドライン. 環境情報科学センター, pp. 57+（共訳；原文,ドイツ語）
- 一ノ瀬俊明（2004）：環境・健康科学辞典. 日本薬学会編，丸善，東京（共著）
- 原沢英夫, 一ノ瀬俊明, 高橋潔, 中口毅博（2003）：適応、脆弱性評価. (pp. 385-406).  原沢英夫, 西岡秀三(編)：地球温暖化と日本　自然・人への影響予測　第３次報告. 古今書院，pp. 411+
- 一ノ瀬俊明（2003）：都市計画と風の道. (pp. 231-238).  吉野正敏, 福岡義隆(編)：環境気候学. 東京大学出版会，pp. 392+
- 一ノ瀬俊明（2003）：21.4　都市の熱環境.  池田駿介ほか(編)：新領域土木工学ハンドブック. 朝倉書店, pp. 1099+
- Himiyama, Y., M.-I. Hwang, T. Ichinose (Eds.)(2002)： Land-use Changes in Comparative Perspective.  Science Publishers, Inc., pp. 286+
- Ichinose, T. (2001)： Regional warming related with land use change during past 135 years in Japan.(pp. 433-440) Present and Future of Modeling Global Environmental Change –Toward Integrated Modeling-, Terra Scientific Publishing Company
- Ichinose, T., H. Kawahara, K. Hanaki, T. Ito, T. Matsuo (1998)： Feasibility Study on Effective Utilization of Sewage Heat in Urban Area with GIS. Urban Ecology, Springer-Verlag, pp. 162-164 (DOI:10.1007/978-3-642-88583-9_29)
- Mimura, N., J. Tsutsui, T. Ichinose, H. Kato, K. Sakaki (1998)： Impact on infrastructure and socio-economic system. (pp. 165-201).  Nishioka, S., H. Harasawa (Eds.): Global Warming -The Potential Impact of Japan-. Springer-Verlag, pp.258+
- 一ノ瀬俊明（1998）：巨大都市における大気・水質環境の悪化. (pp. 57-80).  武内和彦, 林良嗣(編)：地球環境学・第８巻　地球環境と巨大都市. 岩波書店, pp. 290+
- Hanaki, K., T. Ichinose (1998)： Efficient energy use in Japanese cities. (pp. 178-192).  Golany, G., K. Hanaki, O. Koide (Eds.): Japanese Urban Environment. Pergamon Press, Oxford, pp. 367+
- Ichinose, T. Eds. (1997): International Symposium on Monitoring and Management of Urban Heat Island.  Proceedings, pp. 241+
- 三村信男, 筒井純一, 一ノ瀬俊明, 加藤博和, 榊啓二（1997）：社会基盤施設と社会・経済システムへの影響. (pp. 173-213).  西岡秀三, 原沢英夫(編)：地球温暖化と日本（自然・人への影響予測）. 古今書院，pp. 256+
- 一ノ瀬俊明（1996）：細密地理情報にもとづく都市のエネルギー消費と都市熱環境の解析. 平成７年度東京大学学位請求論文（工学系研究科都市工学専攻：論文博士），1996年３月，pp. 247+
- Hanaki, K., T. Ichinose (1995)： Relief of impacts of urban activities on global environment. (pp. 271-286).  Murai, S.(Eds.): Toward Global Planning of Sustainable Use of the Earth. Elsevier Science B.V., pp. 483+
- 一ノ瀬俊明（1994）：足尾の荒廃と緑化. (pp. 80-81).  中村和郎, 小池一之, 武内和彦(編)：日本の自然　地域編・第３巻　関東. 岩波書店, pp. 180+

## 受賞歴
- 1997年5月　 土木学会論文奨励賞[5]
- 2006年9月　 環境科学会論文賞[17]
- 2007年10月  土木学会環境システム優秀発表賞[17]
- 2014年9月　 環境科学会論文賞[17]
- 2014年10月  Third International Conference on Countermeasures to Urban Heat Island The Award in Recognition of OVER TWO DECADES OF CONTINUOUS CONTRIBUTION TO THE SCIENCE AND APPLICATION OF UHI COUNTERMEASURES[17]
- 2016年9月　 環境科学会学術賞[6]
- 2018年6月　「つくば科学教育マイスター」認定 [18]
- Ichinose, T. (2024): Soleil, Nuages, Végétation, Rochers 6 finalistes, Le prix Tara Océan La 4ème édition du concours d’images scientifiques “Beauté Cachée de la Science” L’Ambassade de France au Japon[19]

## 出演歴
- 「黒マスクおじさんの本音 ～熱くないのは何色？～」出演 [20]
- 「赤外線のひみつ」出演 [21]
- 「対話の記録：科学者の研究について 一ノ瀬俊明×澤崎賢一」 75分, 2022年制作 ファンダメンタルズ フェスmini ーアーティストと科学者 交流の過程の展示 2022年3月19日–3月25日（JR上野駅13番線ホーム） 出演 [22]
- ファンダメンタルズバザール（2022年7月23日～24日）出演 [23]
- 映画「Wende2〜未来へのアプローチ〜」高垣博也監督（2023）出演 [24]
- 「都市を生き物として捉え、理想的なエネルギー代謝のしくみを考える」(2023年4月22日)　出演[25]
- ラヂオつくば「サイエンス・エクスプレス」10月16[26]，23[27]，30日[28](2023) 出演 都市環境の研究[29]
- 「ヒートアイランド現象から学ぶ、酷暑をサバイブする知恵」(2024年7月22日)　出演[30]